# Eustala fuscovittata
Eustala fuscovittata là một loài nhện trong họ Araneidae.
Loài này thuộc chi Eustala. Eustala fuscovittata được Eugen von Keyserling miêu tả năm 1864.